# پورتو والتراوالیا
پورتو والتراوالیا (به ایتالیایی: Porto Valtravaglia) یک کومونه در ایتالیا است که در استان وارزه واقع شده‌است. پورتو والتراوالیا ۱۶٫۰ کیلومتر مربع مساحت و ۲٬۴۶۴ نفر جمعیت دارد و ۱۹۹ متر بالاتر از سطح دریا واقع شده‌است.